# Matinha
Matinha este un oraș în unitatea federativă Maranhão (MA), Brazilia.